# کادمیم برومید
کادمیم برومید (به انگلیسی: Cadmium bromide) با فرمول شیمیایی CdBr۲ یک ترکیب شیمیایی است. که جرم مولی آن ۲۷۲٫۲۲ g/mol می‌باشد. شکل ظاهری این ترکیب، بلورهای جامد زرد کمرنگ و سفید است.